# エリック・アサドゥリアン
エリック・アサドゥリアン（ラテン語: Éric Assadourian, アルメニア語: Էրիկ Ասադուրյան, 1966年6月24日 - ）は、フランス・サン＝モーリス出身の元サッカー選手、元アルメニア代表。現サッカー指導者。現役時代のポジションはフォワード。

## 経歴

### クラブ
ユース時代をフランス国立サッカー施設の1つINFヴィシーにて研鑽を積み、1986年8月にディヴィジオン・アン (1部)のトゥールーズFCからプロキャリアを開始し、ASモナコ戦で初出場を飾る。トゥールーズでは当初控えだったが、ディヴィジオン・ドゥのEAギャンガンへの期限付き移籍から復帰後は、定位置を確保し、ジャック・サンティニ監督の下でオマール・ダ・フォンセカ、アルベルト・マウリシオ、ドミニク・ロシュトーらと共に攻撃を担った。
1990年7月、かつて師事したサンティニ監督率いるリールと契約する。リールに在籍した5シーズンにおいて、6人の監督の指導、また、攻撃陣を様々な選手が入れ替わり立ち代りで起用されていたが、自身は一貫してレギュラーでプレーし、178試合27得点を記録する等、全盛期を迎えており、その活躍がオリンピック・リヨンのジャン＝ミシェル・オラス会長の目に留まり、1995年6月に3年契約で引きぬかれた。しかし、UEFAカップ1995-96のSSラツィオ戦で1得点1アシスト、クープ・ドゥ・ラ・リーグで決勝進出に貢献したものの、全体的なパフォーマンスを理由に僅か1シーズンで退団することになる。1996-97シーズンは、過去に在籍したギャンガンでのスタートとなり、UEFAインタートトカップ 1996を制しているが、負傷の影響もあってリーグ戦では9試合と振るわず、しばしばリザーブチームで起用されており、クープ・ドゥ・フランス決勝は未出場に終わった。
1997-98シーズンもギャンガンに所属していたが、出場機会を得ることが出来なかった。その為、シーズン途中でディヴィジオン・ドゥ (2部)のCSルーアン-キュイゾーへ移籍することになると、従来のサイドハーフと違いフォワードとして8得点と一定の数字を残すも、チームの降格を防ぐことは出来ず、翌1998-99シーズンに移籍したASボーヴェ・オワーズでもフォワードとして13得点を挙げたにもかかわらず、再度チームの降格を経験した。
1999-2000シーズン、自身と同じくアルメニアに起源を持つASOAヴァランスと契約する。ヴァランスでは、フォワード及びミッドフィルダーとして奮闘するも3度目となるフランス全国選手権 (3部)を経験する。翌2000-01シーズンも残留すると、3部のチームながらクープ・ドゥ・ラ・リーグとクープ・ドゥ・フランスの両方でベスト16進出に貢献し、リーグ戦では6得点を挙げた。

### 代表
世代別のフランス代表としてエリック・カントナ、ジョスリン・アングロマらと共にプレーした後、アルメニアのエレバン出身の父に持つアサドゥリアンは、1998 FIFAワールドカップを目指し、1996年にアルメニアA代表としてプレーすることを決意し、1996年10月5日に1998 FIFAワールドカップ・ヨーロッパ予選の北アイルランド戦 (1-1)において初出場を飾り、1997年8月20日の同予選ポルトガル戦 (1-3)において初得点を記録した。
ワールドカップ出場を逃した後も招集され、UEFA EURO 2000予選にも参加していたが、1999年3月31日のフランス戦を目前にして監督から戦力外を言い渡された。

### 指導者
2001年7月に現役引退をした後は、まず、2004-05シーズンにスタッド・ブレスト29のU-18チームを率いて2005年まで在籍する。2008年からはRCランスのU-18チームを指導し、フランスU-18選手権優勝に導くと、2011年にはフランスアマチュア選手権のBチームを担当し、7位でシーズンを終了した。2012年から2014年までレフウィヤSC (カタール1部)のBチームやユースチームを指揮した後、2014年6月にU-19チームの監督としてブレストに9年ぶりに復帰した。

## 個人成績

### クラブでの成績
出典:
| 所属クラブ           | シーズン         | リーグ               | リーグ | リーグ | 国内カップ | 国内カップ | 国際大会 | 国際大会 | 合計 | 合計 |
| 所属クラブ           | シーズン         | 所属リーグ           | 出場   | 得点   | 出場       | 得点       | 出場     | 得点     | 出場 | 得点 |
| -------------------- | ---------------- | -------------------- | ------ | ------ | ---------- | ---------- | -------- | -------- | ---- | ---- |
| トゥールーズ         | 1986-87          | ディヴィジオン・アン | 16     | 0      | 3          | 1          | 2        | 0        | 21   | 1    |
| トゥールーズ         | 1987-88          | ディヴィジオン・アン | 2      | 0      | 0          | 0          | 1        | 0        | 3    | 0    |
| トゥールーズ         | 1988-89          | ディヴィジオン・アン | 22     | 6      | 3          | 0          | 0        | 0        | 25   | 6    |
| トゥールーズ         | 1989-90          | ディヴィジオン・アン | 21     | 3      | 0          | 0          | 0        | 0        | 21   | 3    |
| トゥールーズ         | 合計             | 合計                 | 61     | 9      | 6          | 1          | 3        | 0        | 70   | 10   |
| ギャンガン (loan)    | 1987-88          | ディヴィジオン・ドゥ | 12     | 1      | 0          | 0          | -        | -        | 12   | 1    |
| ギャンガン (loan)    | 合計             | 合計                 | 12     | 1      | 0          | 0          | -        | -        | 12   | 1    |
| リール               | 1990-91          | ディヴィジオン・アン | 35     | 4      | 2          | 0          | 0        | 0        | 37   | 4    |
| リール               | 1991-92          | ディヴィジオン・アン | 33     | 6      | 1          | 0          | 0        | 0        | 34   | 6    |
| リール               | 1992-93          | ディヴィジオン・アン | 38     | 6      | 1          | 0          | 0        | 0        | 29   | 6    |
| リール               | 1993-94          | ディヴィジオン・アン | 35     | 6      | 1          | 0          | 0        | 0        | 36   | 6    |
| リール               | 1994-95          | ディヴィジオン・アン | 37     | 5      | 3          | 1          | 0        | 0        | 40   | 6    |
| リール               | 合計             | 合計                 | 178    | 27     | 8          | 1          | 0        | 0        | 186  | 28   |
| オリンピック・リヨン | 1995-96          | ディヴィジオン・アン | 30     | 2      | 6          | 0          | 5        | 1        | 41   | 3    |
| オリンピック・リヨン | 合計             | 合計                 | 30     | 2      | 6          | 0          | 5        | 1        | 41   | 3    |
| ギャンガン           | 1996-97          | ディヴィジオン・アン | 9      | 0      | 2          | 0          | 7        | 1        | 18   | 1    |
| ギャンガン           | 1997-98          | ディヴィジオン・アン | 0      | 0      | 0          | 0          | 0        | 0        | 0    | 0    |
| 合計                 | 合計             | 9                    | 0      | 2      | 0          | 7          | 1        | 18       | 1    |      |
| ルーアン-キュイゾー  | 1997-98          | ディヴィジオン・ドゥ | 35     | 8      | 2          | 0          | -        | -        | 37   | 8    |
| ルーアン-キュイゾー  | 合計             | 合計                 | 35     | 8      | 2          | 0          | -        | -        | 37   | 8    |
| ボーヴェ・オワーズ   | 1998-99          | ディヴィジオン・ドゥ | 35     | 13     | 2          | 1          | -        | -        | 37   | 14   |
| ボーヴェ・オワーズ   | 合計             | 合計                 | 35     | 13     | 2          | 1          | -        | -        | 37   | 14   |
| ヴァランス           | 1999-2000        | ディヴィジオン・ドゥ | 30     | 6      | 1          | 0          | -        | -        | 31   | 6    |
| ヴァランス           | 2000-01          | フランス全国選手権   | 28     | 5      | 4          | 0          | -        | -        | 6    | 0    |
| ヴァランス           | 合計             | 合計                 | 58     | 11     | 5          | 0          | -        | -        | 63   | 11   |
| キャリア通算成績     | キャリア通算成績 | キャリア通算成績     | 418    | 71     | 31         | 3          | 15       | 2        | 464  | 76   |

### 代表での成績
出典:
| アルメニア代表 | アルメニア代表 | アルメニア代表 |
| 年             | 出場           | 得点           |
| -------------- | -------------- | -------------- |
| 1996           | 3              | 1              |
| 1997           | 7              | 2              |
| 1998           | 2              | 0              |
| Total          | 12             | 3              |

#### 代表での得点
出典:
| #  | 開催日        | 開催地       | 対戦国         | スコア | 結果 | 大会                        |
| -- | ------------- | ------------ | -------------- | ------ | ---- | --------------------------- |
| 1. | 1996年10月5日 | ベルファスト | 北アイルランド | 0-1    | 1-1  | 1998 FIFAワールドカップ予選 |
| 2. | 1997年8月20日 | セトゥーバル | ポルトガル     | 2-1    | 3-1  | 1998 FIFAワールドカップ予選 |
| 3. | 1997年9月6日  | エレバン     | アルバニア     | 3-0    | 3-0  | 1998 FIFAワールドカップ予選 |

## 獲得タイトル
クラブ
- UEFAインタートトカップ : 1996